# Клан Робертсон

Герб вождей клана Робертсон (Доннхайд)

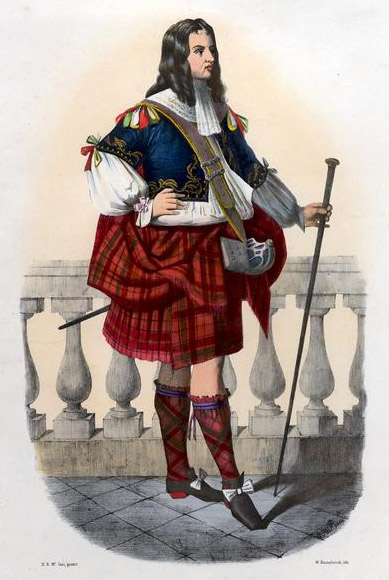
Члена клана Робертсон в традиционной одежде, рисунок 1845 года

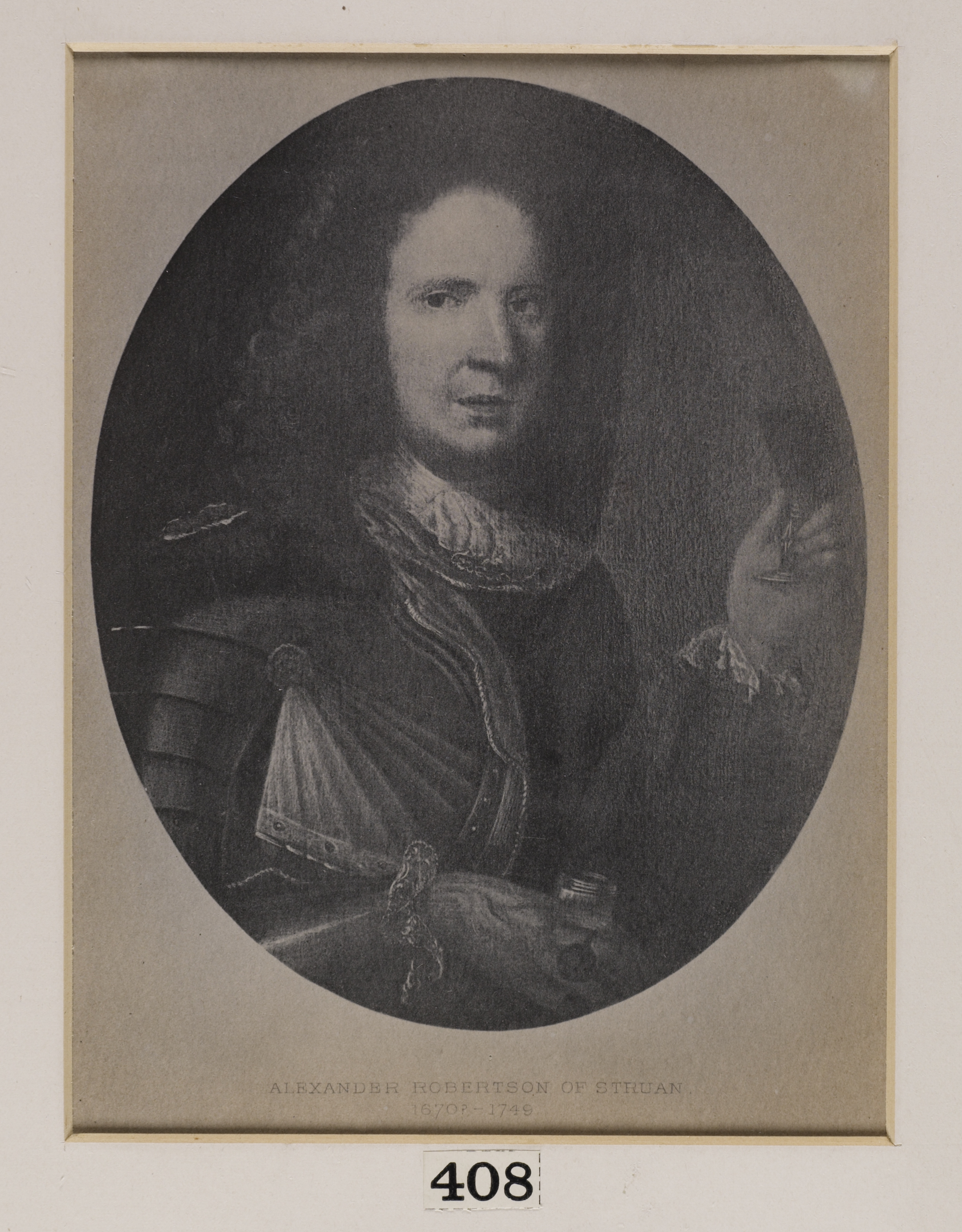
Александр Робертсон, 13-й вождь клана Робертсон (1670—1749), который поддерживал якобитские восстания в 1689 и 1715 годах

Клан Доннхайд (гэльск. Clann Dhònnchaidh), также известен как клан Робертсон (скотс Clan Robertson) — один из кланов горной Шотландии (Хайленда). Это один из древнейших кланов Шотландии, известных историкам.

## История клана

### Происхождение
Есть две основные теории относительно истоков клана Доннахайд:
1. Основателем клана был Донн(а)хад (Дункан) — второй сын Ангуса Макдональда, лорда Островов (ум. 1295).
2. Клан Робертсон является прямым потомком кельтских графов Атолл, чьим предком был король Шотландии Дункан I (гэльск. — Donnchadh) — старший сын Малькольма II. Энциклопедия шотландских кланов преподает именно эту теорию происхождения клана.

### XIV век — Войны за независимость Шотландии
Впервые в исторических источниках упоминается вождь клана Доннхайд под именем Доннхад Ревар (гэльск. — Donnchadh Reamhar) — упомянут он также как «Стаут Дункан» (шотл. — Stout Duncan), упоминается и его сын Эндрю де Атолла (шотл. — Andrew de Atholia). Он был несовершеннолетним землевладельцем и лидером родственной группы небольших кланов вокруг Данкельда, Хайлендский Пертшир, и как гласит легенда, он был верным сторонником Роберта I Брюса (король Шотландии 1306—1329 гг.) во время войны за независимость Шотландии. Он, как считают, защищал короля Роберта после битвы при Метвене (гэльск. — Methven) в 1306 году. Летописи клана утверждают, что родственники и последователи Стаута Дункана (еще не объединённые под именованием клана Робертсон) поддержали Роберта Брюса в битве при Бэннокбёрне в 1314 году. Его потомки стали известны как Дункансоны или на гэльском Клан Доннахайд (гельск. — Clann Dhònnchaidh) — «Дети Дункана». Дункан, как полагают, был убит в битве при Невиллс-Кроссе и его место занял Роберт — именно от его имени клан также называют Робертсон. Брат Роберта, Патрик, был предком ветви клана Робертсон из Луда.

### XV—XVI века — войны кланов
В 1394 году состоялась битва между кланами Доннхайд и Линдси, с участием клана Огилви — кланами, которые спорили относительно наследства шерифов Ангуса, принимали участие в захвате стад крупного рогатого скота на землях Ангус. Сэр Уолтер Огилви был убит в этой битве. Так называемые Clandonoquhy имели в то время репутацию разбойников — они нападали на стада и угоняли скот. Во времена средневековья в Шотландии это считалось доблестью и было обыденным явлением. Хотя вожди клана, кажется, всегда были лояльными королевским династиям Брюсов и Стюартов.
Роберт Риабах (Robert Riabhach) или Гриззлед (Grizzled) Дункансон, 4-й вождь клана Доннахайд, был убеждённым сторонником короля Якова I Стюарта (1406—1437) и был возмущён его убийством в Доминиканском мужском монастыре в Перте. Он выследил и захватил двух из убийц короля — сэра Роберта Грэма и дядю короля, Уолтера Стюарта, графа Атолла, когда они прятались в Инвервеке в землях Атолл, и передал их сторонникам короля. Они были замучены до смерти в Эдинбурге по приказу регентши — вдовы Якова I — Джоанны Бофорт.
В качестве благодарности за этот поступок клан Робертсон был награжден крестом, на котором была изображена рука, которая защищает королевскую корону. Эту награду вручил клана король Яков II Стюарт (1437—1460) 4-му вождю клана Доннхайд, 15 августа 1451 года. В свое время на гербе вождей клана Доннхайд было нарисовано под щитом изображение дикого человека в цепях — в знак о захвате Грэма. Считается также, что именно в честь Роберта Риабаха клан носит еще одно название — Робертсон. Король Яков II также подарил клана земли в баронстве Струан, которые ранее король конфисковал у других землевладельцев Хайленда из Пертшира, в частности, Гленэррочти, на берегах озёр Лой-Тей и Лох-Раннох. Позднее эти земли никогда не принадлежали клану Доннхайд.
Роберт Риабах или Риах умер в 1460 году от ран, полученных в бою. Главенство в племени потом перешел к его старшему сыну — Александру Робертсону (ум. 1506). Клан Робертсон тогда враждовал с кланом Стюарт из Атолла. Уильям Робертсон, 6-й вождь клана, был убит в 1532 году при попытке вернуть земли, которые были захвачены Стюартами из Атолла. Уильям Робертсон, 8-й вождь клана Робертсон, тоже был убит в 1587 году, а его брат Дональд Робертсон унаследовал его владения.
Храм Струхан (Sruthan; с гэльск. — «поток») — приходская церковь, основанная ещё во времена раннего христианского и названа в честь Святого Филлана, в месте слияния рек Эррохти и Гарри. Многие из средневековых вождей клана были похоронены в этой церкви (хотя отдельные памятники, к сожалению, не сохранились). Современное здание было построено в начале XIX века, но сохранилось много древних надгробий на кладбище. Доннхад Ревар был похоронен в приходской церкви Дулл, недалеко от Аберфелди. Последние раскопки древней церкви Дулл не смогли довести доказательств этого захоронения, хотя другие были обнаружены, наряду с резными камнями эпохи раннего средневековья. Последние поколения вождей были похоронены в семейном склепе на территории усадьбы Даналастайр, недалеко от Кинлох-Раннох.

### XVII век — Гражданская война на Британских островах
Александр Робертсон, 12-й вождь клана (ум. 1688), поддержал Джеймса Грэма, 1-го маркиза Монтроза, во всех его боях во время Гражданской войны на Британских островах, которая охватила также Шотландию. В течение войны, главным замком клана Робертсон был замок в Инвервеке (шотл. — Invervack) — этот замок был сожжен войсками Оливера Кромвеля. Много архивов и летописей клана были потеряны. Клан Робертсон сыграл важную роль в боевых действиях в битве при Инверлохи (шотл. — Inverlochy) в 1645 году — клан поддерживал роялистов, как и большинство шотландских кланов. Александр Робертсон из Луда в 1644 году сражался за Карла I Стюарта в битве под Типпермуре (шотл. — Tippermuir). В результате этих военных действий много владений клана были сожжены и разрушены войсками Кромвеля в отместку за поддержку короля.
В 1653 году Уильям Каннингем, 9-й граф Гленкайрн, прибыл в Раннох (шотл. — Rannoch) для поддержки Карла II Стюарта. Он поднял клан Макгрегор с острова Раннох и Александра Робертсона и повел своих людей к Фэа Корри (шотл. — Fea Corrie). Обе силы встретились у Аннат (гэльск. — Annat) и прошли по старому пути к озеру Лох-Гарри. Но лидеры роялистов поссорились между собой, и генерал Кромвеля, Джордж Монк, без особых трудностей победил в битве при Далнаспидале в 1654 году.
Александр Робертсон, 13-й вождь клана (1670—1749), присоединился к якобитам в 1689 году и был взят в плен поражения якобитов в битве при Данкельде. После освобождения он уехал на континент, прожил во Франции тринадцать лет, где служил в течение некоторого времени во французской армии. Он вернулся в Шотландию в 1703 году.

### XVIII век — восстание якобитов
Александр Робертсон, 13-й вождь клана, во главе 500 воинов клана Доннхайд выступил в поддержку Джона Эрскина, графа Мара, в битве при Шериффмуре в 1715 году. Он был взят в плен, но позже спасен и скрылся во Франции. Клан поддержал якобитов и во время восстания 1745 года и выставил 700 воинов.
После поражения якобитов в 1746 году земли клана Робертсон были конфискованы, хотя большинство из них были позже возвращены тогдашнему вождю клана, Александр Робертсону в 1784 году, после того как стало ясно, что Центральное нагорье полностью умиротворенное.

### Септыклана Робертсон
Collier, Colyear, Conlow, Connachie, Dobbie, Dobieson, Dobinson, Dobson, Donachie, Donica, Donnachie, Duncan, Duncanson, Dunkeson, Dunnachie, Inches, MacConachie, MacConlogue, MacConnichie, MacDonachie, MacInroy, MacIver, MacIvor, MacLagan, MacLaggan, MacRob, MacRobb MacRobbie, MacRobert, MacRobie, MacWilliam, Reed, Reid, Robb, Roberts, Robison, Roberson, Robson, Roy, Stark, Tannoch, Tannochy.

## Вождь клана
- Вождь — Александр Гилберт Холдейн Робертсон из Струана (род. 1938), 23-й вождь клана Робертсон.